# Alenka Nahtigal
Alenka Nahtigal, slovenska filmska oblikovalka maske, 
Trikrat je prejela nagrado za najboljšo masko na festivalu slovenskega filma, za filme Sonja leta 2008, Circus Fantasticus leta 2010 in Ivan leta 2017.